# یان سولوی
یان سولوی (انگلیسی: Yann Soloy؛ زادهٔ ۱۵ فوریهٔ ۱۹۷۰) بازیکن فوتبال اهل فرانسه است.
از باشگاه‌هایی که در آن بازی کرده‌است می‌توان به باشگاه فوتبال لو آور و باشگاه فوتبال مادرول اشاره کرد.